# Richard Oldcorn
Richard Oldcorn (* 21. Februar 1938 in Iver, Buckinghamshire; † 1. Juni 2022 in Melbourne, Australien) war ein britischer Fechter.

## Biografie
Richard Oldcorn begann in den 1950er Jahren mit dem Fechten und gewann bei den British Empire and Commonwealth Games 1966 die Goldmedaille im Säbelfechten mit dem englischen Team. Darüber hinaus nahm Oldcorn an den Olympischen Sommerspielen 1964 in Tokio, 1968 in Mexiko-Stadt und 1972 in München teil. Bei den Olympischen Sommerspielen 1976 in Montreal konnte er verletzungsbedingt nicht antreten, war jedoch als Jurymitglied vertreten. Vier Jahre später bei den Spielen in Moskau entschied er sich dazu nicht am Wettkampf teilzunehmen und stattdessen seinen Landsmann Mark Slade zu unterstützen.
Ende der 1970er Jahre zog sich Oldcorn eine Rückenverletzung zu, die ihn daran hinderte an weiteren Wettkämpfen teilzunehmen. 1980 unterzog er sich einer Operation an der Wirbelsäule. Drei Jahre später emigrierte er nach Australien. Er erholte sich von seiner Rückenverletzung und focht fortan für Australien. 1990 nahm er an seiner 15. Weltmeisterschaft teil und übte den Sport später im Seniorenbereich bis Anfang der 2000er Jahre aus.